# COBE

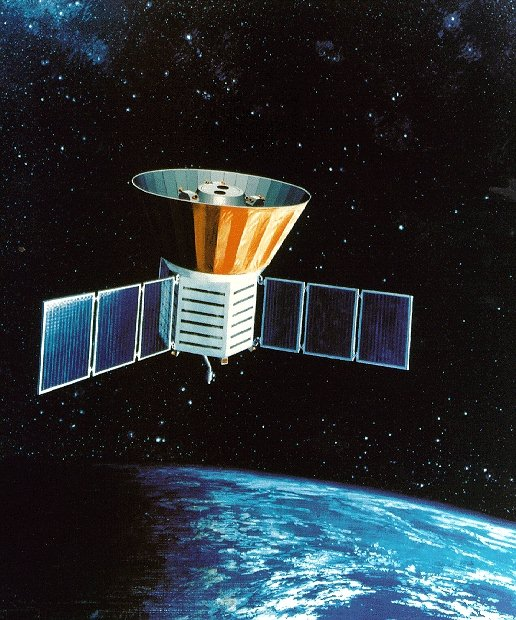
Wizja artystyczna satelity COBE na orbicie okołoziemskiej

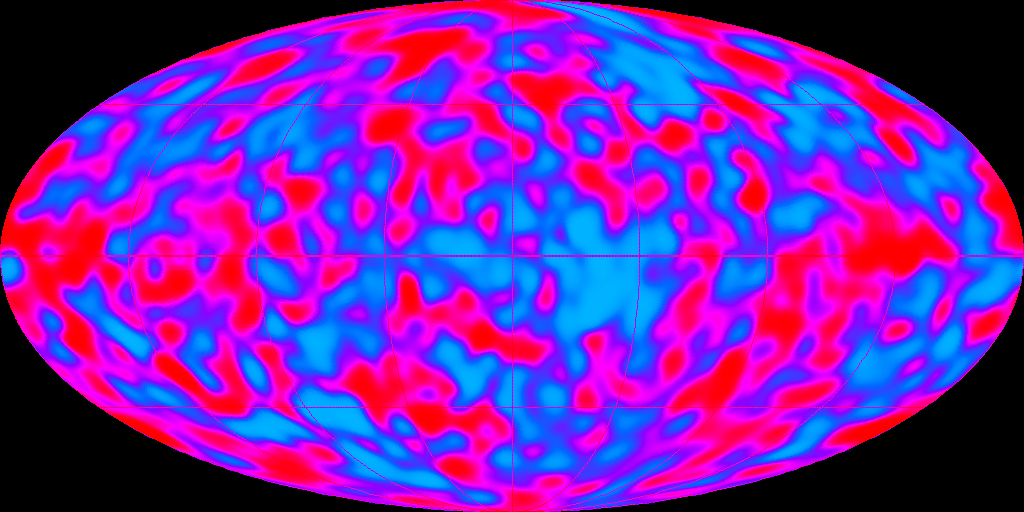
Mikrofalowe promieniowanie tła zarejestrowane przez COBE

Cosmic Background Explorer (inne nazwy: COBE, Explorer 66) – pierwszy sztuczny satelita zbudowany specjalnie do badań kosmologicznych. Został wystrzelony przez NASA 18 listopada 1989 roku. Wyposażono go w przyrząd do wyszukiwania nieregularności mikrofalowego promieniowania tła.
Jego zadaniem było badanie promieniowania tła. Już po rozpoczęciu działania potwierdził dokładność modelu Wielkiego Wybuchu Wszechświata. Projektem kierowali: fizyk George F. Smoot z Berkeley oraz astrofizyk John C. Mather z Centrum Lotów Kosmicznych imienia Roberta H. Goddarda w stanie Maryland. Odkryto, że promieniowanie wykazuje wielkoskalowe nieregularności rzędu czterdziestu milionowych swojej średniej wartości. W roku 2006 Smoot i Mather zostali uhonorowani Nagrodą Nobla w dziedzinie fizyki.

## Instrumenty naukowe
- DMR (Differential Microwave Radiometer) – dokonywał pomiarów w trzech zakresach (9,55 mm, 5,66 mm i 3,33 mm) dla każdego fragmentu nieba. Czułość detektorów pozwalała wykryć odstępstwa temperatury na poziomie 0,00003 K.
- FIRAS (Far-Infrared Absolute Spectrophometer), detektory instrumentu FIRAS działały w temperaturze 1,5 K. W misji zastosowano chłodzenie aktywne, wykorzystując w tym celu ciekły hel. Instrument pracował do września 1990, kiedy to zapas ciekłego helu uległ wyczerpaniu[1].
- DIRBE (Diffuse Infrared Background Experiment) – mierzył promieniowanie podczerwone w zakresie 0,001-0,3 mm. DIRBE wykrył kilka nowych źródeł promieniowania. Stwierdził również istnienie „pozaczerwonego” promieniowania tła.

## Podsumowanie misji
Misja COBE rozpoczęta w roku 1989 trwała cztery lata. Przeszła do historii jako wydarzenie, które zmieniło kosmologię z nauki filozoficznej w fizyczną. Badania wykazały, że uzyskana krzywa intensywności promieniowania idealnie zgadza się z teoretyczną dla ciała doskonale czarnego o temperaturze 2,726 ± 0,010 K i maksimum emisji przy długości fali 1,869 mm. Przy opracowaniu tej misji wykorzystano doświadczenia zdobyte w czasie misji satelity IRAS.